# ディエーゴ・コッポラ
ディエーゴ・コッポラ（Diego Coppola, 2003年12月28日 - ）は、イタリア・ブッソレンゴ出身のサッカー選手。ブライトン・アンド・ホーヴ・アルビオンFC所属。ポジションはディフェンダー。

## 経歴

### クラブ
2003年12月28日、イタリアのヴェネト州ブッソレンゴに生まれた。エラス・ヴェローナFCの下部組織で育ち、2021年12月15日に行われたコッパ・イタリアのエンポリFC戦に先発出場し17歳でトップチームにデビュー。翌年1月16日の第22節USサッスオーロ・カルチョ戦で交代でピッチに入り、セリエAにも初出場した。4月20日にはクラブとの契約を2027年6月まで延長。トップチーム3年目の2024年2月4日に行われた第23節SSCナポリ戦でセリエAでの初得点を決めた。
2025年6月17日、イングランド・プレミアリーグのブライトン・アンド・ホーヴ・アルビオンFCと5年契約を締結した。

### 代表
各ユース世代のイタリア代表に選出されてきており、2022年にはU-19イタリア代表の一員としてUEFA U-19欧州選手権2022に参加した。
2025年5月、翌月に行われる2026 FIFAワールドカップ・ヨーロッパ予選に向けたメンバーとして、イタリアA代表に初招集された。6月6日にオスロのウレヴォール・スタディオンで行われたノルウェー代表との試合で先発出場しイタリア代表にデビュー。しかし試合はアウェイの地で0-3で敗れた。